# Peyrilhac
Peyrilhac (en occitano, Pairilhac) es una comuna francesa situada en el departamento de Alto Vienne, en la región de Nueva Aquitania.

## Demografía
| 1131 | 1111 | 913 | 1098 | 1067 | 1069 | 1164 | 1307 |
| Para los censos de 1962 a 1999 la población legal corresponde a la población sin duplicidades (Fuente: INSEE [Consultar]) |      |     |      |      |      |      |      |